# جايسون إل. رايلي
جايسون إل. رايلي (بالإنجليزية: Jason Riley) هو صحفي أمريكي، ولد في 8 يوليو 1971.